# 安迪普薩拉島
安迪普薩拉島（希臘語：Αντίψαρα）是希臘的島嶼，位於愛琴海，距離普薩拉島3公里，長3公里、寬2.5公里，面積4.5平方公里，最高點海拔高度150米，据2011年统计，居民有4人。
行政上，该岛隶属于北愛琴大區希俄斯专区普萨拉市镇。

## 历史
岛上有古希腊和古罗马时期的居住痕迹，中世纪时，因森林砍伐及水源减少，岛上的人口急剧下降。在奥斯曼帝国时期，该岛的港口曾被用作海军基地。1824年希腊独立战争时，土耳其人屠杀了普萨拉岛及安迪普萨拉岛上的希腊人（普萨拉岛屠杀）。该岛东海岸仍然存有一座小型的圣约翰教堂（Άγιος Ιωάννης），每年八月份会有朝圣者前来。